# Alejandro de Tomaso
Alejandro de Tomaso (n. 10 iulie 1928, Buenos Aires, Argentina – d. 21 mai 2003, Modena, Italia) a fost un pilot și om de afaceri originar din Argentina. Ca pilot a care a evoluat în Campionatul Mondial de Formula 1 în 1957 și 1959. Ce mai importantă contribuție a sa la lumea automobilelor este fondarea companiei constructoare de mașini de curse de Tomaso.
1. 1 2  Alejandro de Tomaso, Encyclopædia Britannica Online, accesat în 9 octombrie 2017